# Valdis Zatlers
Valdis Zatlers (Riga, 1955. március 22.) lett orvos, politikus. 2007. május 31-én a lett parlament az ország elnökévé választotta Aivars Endziņš ellenében. 2007. július 7-én lépett hivatalba. Tisztségét 2011. július 8-ig viselte.

## Orvosi karrierje
Valdis Zatlers ortopéd orvos, diplomáját 1979-ben a rigai Orvostudományi Intézetben szerezte. Ezt követően a Rigai 2. számú kórházban dolgozott, ahol 1985-ben a traumatológiai osztály vezetője lett. 1994 óta a Lett Traumatológiai és Ortopédiai Kórház igazgatója és 1998-tól a legfelső vezető testület elnöke. 2007. július 5-én lemond ezekről a pozíciókról. 2007. május 22-én a Saeima (lett parlament) többségét birtokló koalíció őt jelölte az ország következő elnökévé.
Zatlers részt vett Csernobilban a nukleáris balesetet követő helyreállításban. 2007 áprilisában ezért a Három Csillag Rend (Trīs Zvaigžņu Ordenis) 4. fokozatát kapta.

## Politikai karrierje
1988–89-ben a Lett Népfront vezető testületének a tagja volt. 2007. május 22-én a kormányzó parlamenti koalíció, a Zatlerst jelölte elnökjelöltjének. Zatlers maga soha nem volt tagja egyetlen parlamenti pártnak sem, de aláírta a Néppárt (Tautas Partija) kiáltványát, mikor ez 1989-ben megalakult. Egyes vélemények szerint az elnök a koalíció bábja lesz, leginkább a Néppárté, és nincs politikai tapasztalata. Elnöki pozícióját 2011-ig viselte, amikor a lett parlament helyette a lett kereskedelmi és iparkamara elnökét, Andris Bērziņšt választotta meg elnökké.
Ezt követően megalakította a Lett Reformpártot, amely a 100 fős Saeimában 22 mandátumot szerzett és kormánytényezővé vált. A választáson Zatlers is mandátumot szerzett és a Saeima elnökének jelölték, de végül Solvita Āboltiņa lett a parlament elnöke. A 2014-es választáson az Egység nevű párttal kötött választási együttműködést, de a parlamentbe már nem jutott be.

## Botrányok
Megválasztása előtt orvosként pácienseitől gyakran fogadott el hálapénzt. A Transparency International megkérdőjelezte, hogy alkalmas-e erre a posztra. Zatlers támogatói rámutatnak, hogy a támogatásnak ezt a formáját Lettországban sok orvos elfogadja. A KNAB,  a lett korrupcióellenes iroda helytelenítette az elnök tetteit, de végeredményül megállapította, hogy semmilyen törvényt nem sértett.
Az ellenzéki politikusok kritizálták amiatt, hogy ezek után az ajándékok után nem fizette meg az adót. Zatlers tervezi, hogy ezt megvitatja az Államkincstárral (mely felszólította, hogy fizesse meg az ajándékok után kivetett adót).
2003-ban a KNAB már indított vizsgálatot. Ezt Aris Auders, Zatlers egykori beosztottja indíttatta, aki azzal vádolta meg Zatlerst, hogy alacsony minőségű gerincimplantátumokat vásárolt attól a cégtől, melyet Zatlers felesége és Zatlers kórházának igazgatóhelyettese irányított. A vizsgálatok tisztázták a vádak alól.

## Magánélete
Valdris Zatlers házas, felesége Lilita Zatlere, három gyermekük van, szabadidejében szívesen főz, érdekli az építészet és a zene.